# Schietlont
Schietlont is een lont vaak bestaand uit een, papieren omhulsel met daarin blackmatch of een andere snelle compositie. Door de hete gassen die geen kant op kunnen brandt de lont zeer snel, tot wel 5 meter per seconde.
Schietlont wordt vooral gebruikt voor het ontsteken van shells. sommige mensen beweren dat een ratelband ook schietlont bevat maar dit is niet het geval, deze bevatten namelijk gewone blackmatch (vaak "zwarte lont" genoemd).
De twee meest gebruike varianten zijn:
- Tapematch, een type schietlont die vaak gebruikt wordt door hobbypyrotechnici, bestaat uit een snelle compositie als whistle-mix of buskruit, het omhulsel wordt vaak gevormd door schilderstape.
- Quickmatch, een type schietlont wat men veel terugvindt in commercieel vuurwerk, bestaat uit een omhulsel van papier, met daarin blackmatch.